# Вязовка (приток Чапаевки)
Вязо́вка — река в Самарской области, левый приток Чапаевки.

## Описание
Длина реки 27 км, площадь бассейна 223 км². Берёт начало в оврагах в 6 км к юго-юго-западу от села Мокша в Большеглушицком районе, на возвышенности Средний Сырт. Течёт на север через упомянутое село, в низовьях протекает по территории Волжского района через посёлок Тридцатый. Впадает в Чапаевку по левому берегу в 164 км от её устья — между сёлами Подъём-Михайловка и Яблоновый Овраг.
Река пересыхающая. Имеются пруды на реке и притоках.
Основной приток — река Бронская (впадает по правому берегу в селе Мокша).

## Данные водного реестра
По данным государственного водного реестра России относится к Нижневолжскому бассейновому округу, водохозяйственный участок реки — Чапаевка от истока до устья. Речной бассейн реки — Волга от верхнего Куйбышевского водохранилища до впадения в Каспий.
Код объекта в государственном водном реестре — 11010001212112100008749.